# John Scarlett
Sir John Scarlett, född 18 augusti 1948, var chef för den brittiska underrättelsetjänsten MI6 från 2004 till 2009, då han efterträddes av John Sawers.